# Вигнанка (станція)
Вигна́нка — вузлова залізнична станція Тернопільської дирекції залізничних перевезень Львівської залізниці на перетині двох ліній Тернопіль — Біла-Чортківська та Вигнанка — Іване-Пусте між станціями Гадинківці (3,5 км), Чортків (7 км) та Шманьківчики (7 км). Розташована у селі Вигода Чортківського району Тернопільської області.

## Пасажирське сполучення
На станції зупиняються приміські поїзди сполученням Тернопіль — Чортків
.